# Noordin Mohammad Top
Noordin Mohammad Top (* 11. August 1968; † 17. September 2009) war ein malaysischer Islamist. Er galt als einer der Drahtzieher der Anschläge auf die australische Botschaft in Jakarta 2004, auf Bali 2005 und auch die auf Bali 2002. Er war einer der meistgesuchten Terroristen.
2009 wurde er bei einer Razzia von einer indonesischen Spezialeinheit in Surakarta, Jawa Tengah getötet.